# 매지컬 타루루토군
《매지컬☆타루루토군》(Magical Taluluto, まじかる☆タルるートくん) 또는 《마법동자 타루루토》는 1988년부터 1992년까지 주간 소년 점프에 연재된 에가와 타츠야의 코미디 만화이며 21권 분량이다. 도에이 애니메이션에 의해 애니메이션 TV 시리즈에도 채택되었으며, 총 87화 및 3개의 장편 영화가 1990년부터 1992년까지 방영되었다.

## 애니메이션
매지컬 타루루토군의 TV 시리즈는 1990년 9월 2일에 시작하여 1992년 5월 10일에 종영하였다. 총 87화로 이루어져 있다.
| 화수 | 제목               | 방영일           |
| ---- | ------------------ | ---------------- |
| 1    | オレ、大魔法使い   | 1990년 9월 2일   |
| 2    | 伊代菜にドッキン   | 1990년 9월 9일   |
| 3    | あぶない転校生     | 1990년 9월 16일  |
| 4    | ママ、大好き!      | 1990년 9월 23일  |
| 5    | 魔法でテスト対策   | 1990년 9월 30일  |
| 6    | 宝もの大作戦!!     | 1990년 10월 7일  |
| 7    | 私はイジガワルイ   | 1990년 10월 14일 |
| 8    | 魔球で野球だ!!     | 1990년 10월 21일 |
| 9    | 友情のタコ焼き!    | 1990년 10월 28일 |
| 10   | うん逆んにご用心   | 1990년 11월 11일 |
| 11   | 必勝ボクシング     | 1990년 11월 18일 |
| 12   | 本丸KOパンチ       | 1990년 11월 25일 |
| 13   | 仁義なきお誕生会   | 1990년 12월 2일  |
| 14   | りあ姉ちゃん登場   | 1990년 12월 9일  |
| 15   | 本丸家のカゼ騒動   | 1990년 12월 16일 |
| 16   | タコ焼きクリスマス | 1990년 12월 23일 |
| 17   | 魔法の国のお友達   | 1990년 12월 30일 |
| 18   | ライバーの大逆襲   | 1991년 1월 6일   |
| 19   | パパにおしおき!    | 1991년 1월 13일  |
| 20   | 白銀のスキー丸!    | 1991년 1월 20일  |
| 21   | 温泉気分で恋占い   | 1991년 1월 27일  |
| 22   | げきれつ号大暴れ   | 1991년 2월 3일   |
| 23   | バレンタイン宣言   | 1991년 2월 10일  |
| 24   | 恐怖のじいちゃん   | 1991년 2월 17일  |
| 25   | アブナイ雪合戦!?   | 1991년 2월 24일  |
| 26   | どすこい本丸!      | 1991년 3월 3일   |
| 27   | 本丸、土俵入り!    | 1991년 3월 10일  |
| 28   | 大阪から来た凄い奴 | 1991년 3월 17일  |
| 29   | 伊代菜の熱き闘い   | 1991년 3월 24일  |
| 30   | ミモラの大破壊!    | 1991년 3월 31일  |
| 31   | 春だから恋の応援   | 1991년 4월 7일   |
| 32   | 飛び出せ!大怪獣    | 1991년 4월 14일  |
| 33   | 絵本の中で大冒険   | 1991년 4월 21일  |
| 34   | 倒せ!どわっは大王  | 1991년 4월 28일  |
| 35   | たこや菌で世界征服 | 1991년 5월 5일   |
| 36   | 俺は男だ伊知川累   | 1991년 5월 12일  |
| 37   | 真昼のドッジボール | 1991년 5월 19일  |
| 38   | 本丸最凶最悪の日   | 1991년 5월 26일  |
| 39   | いい本丸悪い本丸   | 1991년 6월 2일   |
| 40   | ざけんじゃねえよ   | 1991년 6월 9일   |
| 41   | 素直じゃねえよ!    | 1991년 6월 16일  |
| 42   | 口は災いのもと?    | 1991년 6월 23일  |
| 43   | 夏だ!プール開き    | 1991년 6월 30일  |
| 44   | かみなり様にお願い | 1991년 7월 7일   |
| 45   | 新ライバル登場!    | 1991년 7월 14일  |
| 46   | 必勝プール対決!    | 1991년 7월 21일  |
| 47   | イタズラ臨海学校   | 1991년 7월 28일  |
| 48   | ヘトヘト肝だめし   | 1991년 8월 4일   |
| 49   | かっぱっぱ川上り   | 1991년 8월 11일  |
| 50   | ど根性がまん大会   | 1991년 8월 18일  |
| 51   | 魔法で宿題するる?  | 1991년 8월 25일  |
| 52   | サッカーで勝負!    | 1991년 9월 1일   |
| 53   | 一人ぼっちの誕生日 | 1991년 9월 8일   |
| 54   | やまびこ・友だち   | 1991년 9월 15일  |
| 55   | 秋の日のデート♥    | 1991년 9월 22일  |
| 56   | 本丸、涙の決心!    | 1991년 9월 29일  |
| 57   | 激突!武闘会!!      | 1991년 10월 6일  |
| 58   | 立ちあがれ!本丸    | 1991년 10월 13일 |
| 59   | 本丸最後の闘い!    | 1991년 10월 20일 |
| 60   | まじかるワールド   | 1991년 10월 27일 |
| 61   | 生き返り大作戦     | 1991년 11월 10일 |
| 62   | さようなら、本丸   | 1991년 11월 17일 |
| 63   | 魔法使いで超満員   | 1991년 11월 24일 |
| 64   | 合体!伊知川ミモラ  | 1991년 12월 1일  |
| 65   | ライバーの片想い   | 1991년 12월 8일  |
| 66   | とんでもマラソン   | 1991년 12월 15일 |
| 67   | タルのたこやき屋   | 1991년 12월 22일 |
| 68   | あつあつスケート   | 1991년 12월 29일 |
| 69   | 最高だぜお正월 !   | 1992년 1월 5일   |
| 70   | ズキズキ虫歯菌!!   | 1992년 1월 12일  |
| 71   | さわやかなオトコ   | 1992년 1월 19일  |
| 72   | 男闘呼と勝負っ!    | 1992년 1월 26일  |
| 73   | ライバー純情日記   | 1992년 2월 2일   |
| 74   | りあの愛の物語     | 1992년 2월 9일   |
| 75   | たるる!コックさん  | 1992년 2월 16일  |
| 76   | 寧代にとっくん!    | 1992년 2월 23일  |
| 77   | 必殺シゴト人参上!  | 1992년 3월 1일   |
| 78   | 善人!?じゃば夫     | 1992년 3월 8일   |
| 79   | 仲直りって大変!    | 1992년 3월 15일  |
| 80   | ㊙スクープ合戦     | 1992년 3월 22일  |
| 81   | ぽんぽこタヌ吉くん | 1992년 3월 29일  |
| 82   | みんな愛しちゃう♥  | 1992년 4월 5일   |
| 83   | 宿命のバレー決戦   | 1992년 4월 12일  |
| 84   | 励まし侍!参上!!    | 1992년 4월 19일  |
| 85   | 伊知川の兄妹仁義   | 1992년 4월 26일  |
| 86   | じんとくんで特訓   | 1992년 5월 3일   |
| 87   | 一番大事なキッス♥  | 1992년 5월 10일  |